# 桑图良
桑图良是葡萄牙布拉干萨区的一个堂区。总面积47.53平方公里，总人口508人，人口密度10.7人/平方公里。